# Dinastia asturlleonesa
La dinastia asturlleonesa fou la família regnant dels regnes d'Astúries, Lleó, i a partir de cert moment també del de Galícia, des del 739 al 1037.

## Orígens
Tradicionalment, la fundació del regne d'Astúries es data a partir de l'elecció de Pelai com a cabdill en una assemblea d'asturs (718). La figura i la seva ascendència d'aquesta personatge ha estat objecte de debat. Tanmateix, més enllà de si era membre de l'aristocràcia local o un noble d'origen visigot arrelat al territori, després de la derrota dels visigots a Guadalete (711), formà part de la rebel·lió dels asturs contra l'estat central de Toledo, és a dir, que en cap moment es pretenia el restabliment de l'antic regne. Alguns autors afirmen, precisament, l'aliança entre asturs i visigots en aquest sentit, afavorida amb la victòria a Covadonga (722) contra un cos expedicionari musulmà. En aquest moment apareixen al voltant d'aquest cabdill diverses persones, entre ells un home anomenat Alfons, identificat com el fill del duc Pere de Cantàbria, un líder o magnat de la zona d'origen visigot que governava Cantàbria a les darreries del regnat de Roderic, i del qual no se sap res més. Alfons va esdevenir gendre de Pelai a través del seu matrimoni amb Ermessenda, establint una aliança matrimonial entre els dos líders regionals i deixant de banda la visió d'unió dels dos focus de resistència contra els musulmans.

## Inicis
A Pelai el va succeir el seu fill Fàfila (737), mort al cap de dos anys a causa de l'atac d'un os. La seva mort significa l'entronització veritable de la dinastia asturlleonesa, perquè el seu successor és el seu cunyat Alfons I (739-757), descendent del magnat Pere de Cantàbria i que és considerat el monarca que posa les bases fundacionals del regne d'Astúries. La seva arribada al tron hauria estat gràcies a la transmissió de drets de la seva dona Ermessenda, com a filla de Pelai i germana de Fàfila, els fills del qual haurien estat massa joves per assumir el tron, però que hom ha volgut també veure-hi un residiu de matrilinealitat, una teoria que ha estat criticada de forma raonada posteriorment. Alfons va ser succeït pel seu fill Fruela I (757-768), assassinat, segons es diu, com a venjança del fratricidi de Vimara (767), que suposadament li hauria disputat la corona.
Malgrat l'assassinat, va prevaldre el llinatge d'Alfons I gràcies als llaços matrimonials amb membres de l'aristocràcia. La successió va recaure en Aureli (768-774), fill Fruela de Cantàbria, germà i col·laborador d'Alfons I. El seu regnat és breu i el succeeix com a monarca Silo (774-783), un membre de l'aristocràcia astur, basant-se en l'origen del nom. L'ascens d'aquest personatge es deu al seu matrimoni amb Adossenda, filla d'Alfons I. De fet, la reina esdevindrà, a la mort de Silo, la cap del grup aristocràtic en torn al llinatge del seu pare i que col·locarà al tron a Alfons II (791-842), fill de Fruela I i de la basca Múnia. Amb tot, a causa de la seva joventut es va formar oposició entre els nobles, encapçalats per Mauregat (783-788), fill bastard d'Alfons I, que va esdevenir rei i obligà a Alfons a refugiar-se a Àlaba durant un temps. Encara després regnaria breument Beremund I, germà d'Aureli i nebot d'Alfons I.
La mort sense fills d'Alfons II va provocar una crisi interna, si bé el grup nobiliari havia previst la successió en Ramir I (842-850), fill de Beremund I. No obstant això, a causa de la seva absència d'Oviedo fou contestat per Nepocià, un poderós noble que fou derrotat pels exèrcits del nou monarca. Amb Ramir sembla establir-se una successió directa dels fills, atès que és succeït per Ordoni I (850-866), i aquest pel seu Alfons III (866-910), monarca que representa la culminació del regne d'Astúries en una potència de primera fila a la península Ibèrica. Amb tot, Alfons hagué de fer front a revoltes d'usurpadors, com la del gallec Fruela Bermúdez.

## Conflictes successoris
A la mort d'Alfons III el regne es va dividir entre els seus fills, de fet pràcticament tot el període fins a la fi de la dinastia està marcat per disputes en la successió. Amb tot, abans del seu decés havia començat una rebel·lió ordida pel seu fill primogènit Garcia, probablement en desacord amb el sistema successori, amb la col·laboració del comte de Castella. En aquesta rebel·lió també hi van participar els altres fills d'Alfons, però en realitat de la revolta no se'n sap gaire cosa, més enllà de estar vinculada a disputes successòries. Segons Amancio Isla, probablement el que pretenia Alfons III no era una divisió del regne en sentit estricte, sinó configurar una situació en què els dos germans menors, Ordoni i Fruela quedaven sotmesos al seu germà, que controlaria Lleó, un sistema similar al de la monarquia carolíngia. A la mort de Garcia I (914), el seu germà Ordoni va anar des de Galícia a Lleó per ocupar el tron, i el mateix va fer Fruela II (924-925) des d'Astúries. Segons Isla, aquest sistema no beneficiava, per tant, el primogènit del següent monarca, sinó els germans, perquè se sap que almenys Ordoni si va tenir fills que no el van succeir en el tron directament. Per tant, potser hi havia algun acord o voluntat entre els fills d'Alfons III en la successió al regne de Lleó.
A la mort de Fruela s'organitza un nou conflicte successori entre els fills dels tres germans, és a dir, entre cosins. Sanç Ordoni intentà prendre el control del regne, reivindicant pràcticament la seva totalitat. Tanmateix, va ser derrotat i va haver de regnar només sobre Galícia, passant a regnar el seu germà Alfons IV (925-931). Aquest va renunciar, però penedit d'haver-ho fet va intentar recuperar el tron. Malgrat que comptava amb suports, va ser derrotat per un altre germà, Ramir II (931-951), que va passar a ocupar el tron lleonès. Aquest feu capturar els fills de Fruela II i va manar cegar-los juntament amb el seu germà Alfons.
A Ramir el va succeir el seu fill Ordoni III (951), el qual va veure's contestat per Sanç Ramírez, que pretenia obtenir algun benefici de la successió, com era tradicional. De fet, a la mort d'Ordoni, va succeir-lo Sanç com a Sanç I (956), potser a resultes d'un acord, pactat després de la revolta, pel qual s'acceptava una successió col·lateral. Tanmateix, l'aristocràcia va considerar Sanç inútil com a monarca i el van deposar, col·locant al seu lloc a Ordoni IV, que només va poder-se mantenir fins al 959, quan Sanç va tornar al regne. Amancio Isla ha denominat Ordoni IV un producte de l'aristocràcia del regne, especialment del comte Ferran González de Castella, contra les elits cortesanes de Lleó.
Sanç fou succeït pel seu fill Ramir (966-986) sent menor d'edat, una novetat pel que fa la successió del regne, quan de fet hi havia altres membres de la família reial amb drets i capacitat per fer-ho. És a dir, es trenca amb aquesta tradició o mètode de successió. Ramir estarà sota la tutela d'Elvira Ramírez i la protecció de la reina mare Teresa Ansúrez. Amb tot, els recels entre la noblesa gallega, que havia estat enemistada amb Sanç I, i el nou rei van provocar una rebel·lió, aprofitant una situació de feblesa exterior. Els nobles van fer coronar Beremund II, fill d'Ordoni III i d'Urraca Fernández (filla del comte Ferran González), el 982 a Santiago de Compostel·la, que havia estat relegat de la successió a causa per ser massa jove. La guerra civil va acabar aviat, perquè el 985 va morir Ramir a causa d'una malaltia i Beremund va prendre el control del regne.

## Final
La successió de Beremund va recaure en el seu fill Alfons V (999-1028), que va esdevenir l'hereu indiscutible, i de fet sent també un menor d'edat, amb una cotutela entre dos nobles de faccions diferents, que senyalen un nou joc d'equilibris dintre del regne. A la seva mort a Viseu el 1028, passa a ser rei Beremund III (1028-1037), que inicia el regnat en un clima d'inestabilitat i sent només un adolescent, però que marca també el final de la dinastia asturlleonesa. La vella noblesa, acomodada des de temps d'Alfons V, va plantejar nombrosos problemes de fidelitat, que es reflecteixen en l'assassinat de Garcia de Castella quan aquest s'anava a casar amb la germana de Beremund (1029), un matrimoni amb evidents motius polítics. La línia s'acaba amb la derrota i mort de Beremund III a la batalla de Tamarón (1037), el qual és succeït pel seu cunyat el comte Ferran de Castella, que estava casat amb la germana del monarca, Sança, que era de fet la que originalment s'havia de casar amb Garcia de Castella. Això va significar l'entronització de la dinastia Ximena, que regnava a Navarra.